# Freihaltebedürfnis (Markenrecht)
Als Freihaltebedürfnis wird im Markenrecht (in Deutschland unter § 8 Abs. 2 Nr. 2 MarkenG) das berechtigte Interesse von Wettbewerbern eines Unternehmens bezeichnet, beschreibende Angaben ihrer Waren oder Dienstleistungen frei benutzen zu können. 

## Hintergrund
Das Freihaltebedürfnis gehört zu den absoluten Schutzhindernissen im Markenrecht. Demnach kann eine Marke, die ausschließlich aus Zeichen besteht, die ein Wettbewerber zur Bezeichnung der Art, der Beschaffenheit, der Menge, der Bestimmung, des Wertes oder der Herkunft der Ware oder Dienstleistung benötigt, nicht als Marke eingetragen werden, da die Wettbewerber an diesen Zeichen ein berechtigtes Interesse zur freien Verwendung haben. Jedoch bezieht sich ein Freihaltebedürfnis stets auf spezifische Waren- oder Dienstleistungen und gilt nicht generell, so dass auch innerhalb einer Waren- oder Dienstleistungsklasse durch Beschränkungen dieser die Eintragung eines Kennzeichens möglich werden kann. Möglich ist es allerdings auch, dass ein Zeichen aufgrund Verkehrsdurchsetzung Markenschutz genießt, obwohl ein Freihaltebedürfnis für das Zeichen bestehen würde.
Zu trennen sind diese „beschreibenden Angaben“, die von Wettbewerbern benötigt werden könnten, vom „beschreibenden Begriffsinhalt“ einer Marke, der bei der Prüfung der Unterscheidungskraft zum Tragen kommt. Beim „beschreibenden Begriffsinhalt“ wird auf die angesprochenen Verkehrskreise, also nicht auf die Wettbewerber, sondern auf die „Verbraucher“ abgestellt.

## Beispiele
- Diesel kann nicht als Marke für Kraftstoffe eingetragen werden, da andere Kraftstoffhersteller oder Vertreiber diesen Begriff zur Beschreibung der Art des Kraftstoffs benötigen. Dagegen kann Diesel für Bekleidungswaren durchaus eingetragen werden, da nicht anzunehmen ist, dass ein Bekleidungshersteller diesen Begriff zur Beschreibung eines Bekleidungsstückes benötigt.
- Flüssig kann ebenfalls nicht für Kraftstoffe eingetragen werden, da dies eine Beschreibung der Beschaffenheit eines Kraftstoffs sein kann, die von einem Wettbewerber benötigt werden könnte.
- WM 2006 für verschiedene Waren und Dienstleistungen ist sehr umstritten. Einerseits könnte der Hinweis auf eine im Jahre 2006 stattfindende Weltmeisterschaft eine Bestimmungsangabe darstellen, andererseits stellt sich die Frage, ob beispielsweise kleine Plastikfiguren o. Ä. für eine Fußball-Weltmeisterschaft bestimmt sein können.